# 2536 Козирев
2536 Козирев (2536 Kozyrev) — астероїд головного поясу, відкритий 15 серпня 1939 року.
Тіссеранів параметр щодо Юпітера — 3,548.